# Амир Абедзаде
Амир Абедзаде (перс. امیر عابدزاده‎‎, латинизовано: ; Техеран, 26. април 1993) професионални је ирански фудбалер који игра на позицији голмана.

## Клупска каријера
Абедзаде је почео да тренира фудбал веома рано, као седмогодишњи дечак, а први тренер био му је отац, некадашњи ирански репрезентативац (79 наступа за репрезентацију) Ахмад Реза Абедзаде. Године 2006. придружио се фудбалској академији Персеполиса из Техерана, а потом као петнаестогодишњак одлази у Енглеску на даље фудбалско усавршавање (између осталих једно краће време је тренирао и у фудбалској академији Тотенхема). 
По повратку из Енглеске отишао је у САД где игра за друголигашку екипу Оранџ Каунтија. Годину дана касније вратио се у Иран и потписује трогодишњи уговор са техеранским Персеполисом, али како у наредне две године није добио ни једну прилику да заигра за први тим, споразумно раскида уговор са клубом и прелази у редове градског ривала Рах Ахана са којим потписује четворогодишњи уговор. У Рах Ахану је поново радио заједно са оцем који је у том клубу имао функцију тренера голмана. Како ни у овом тиму није успео да се избори за позицију стандардног првотимца, на крају сезоне 2014/15. долази до раскида уговора, а Абедзаде у наредних годину дана не наступа ни за један клуб. 
У октобру 2016. одлази у Португалију и наредна три месеца игра за трећелигаша Бареиренсе, а захваљујући неколико добрих партија у португалској трећој лиги већ у јануару 2017. прелази у редове екипе Маритима са којим потписује једногодишњи уговор.

## Репрезентативна каријера
За сениорску репрезентацију Ирана дебитовао је 19. маја 2018. у пријатељској утакмици са селекцијом Узбекистана.
Селектор Карлос Кејроз уврстио га је на списак играча за Светско првенство 2018. у Русији, где је имао статус трећег голмана репрезентације.